# 양구하
양구 하(梁丘賀, ? ~ 기원전 48년?)는 전한 후기의 학자이자 관료로, 자는 장옹(長翁)이며 낭야군 제현(諸縣) 사람이다.

## 생애
암산에 뛰어났으며, 무기(武騎)가 되었다.  태중대부 경방에게서 《역경》을 배웠으며, 경방이 제군태수로 전출된 후에는 전왕손에게서 배웠다. 이후 도사공령(都司空令)이 되었으나, 죄를 지어 파면되어 서인이 되었다.
선제 때에 이르러, 경방이 역경에 밝다는 소문을 들은 선제는 그의 문인을 찾다가 양구하를 발탁하였다. 양구하는 황문(黃門)에서 선제의 부름을 기다리며 시중(侍中)에게 학문을 가르쳤고, 선제는 양구하를 낭(郞)에 임명하였다.
훗날 양구하는 점을 쳐서 변고를 예견하였다. 과연 임선(任宣)의 아들이 선제를 암살하려던 것이 발각되었고, 선제는 양구하를 중용하여 태중대부급사중에 임명하였다.
신작 3년(기원전 59년), 광록대부에서 소부로 승진하였다. 관직에 있던 중 죽었고, 학통은 아들 양구림이 이었다.
| 전임 이강 | 전한의 소부 기원전 59년 ~ 기원전 48년? | 후임 위현성 |